# Ателье 212
Ателье 212 (серб. Атеље 212) — драматический театр в Белграде. Основан в 1956 г. Среди основателей — Мира Траилович, многолетний художественный руководитель коллектива. Именем Миры Траилович названа большая сцена театра. Исторически «Ателье 212» уделяет особое внимание современной драматургии, в репертуаре театра пьесы Томи Янежича, Горана Петровича, Асканио Челестини, Ивана Вырыпаева.
Театр — один из организаторов фестивалей BITEF и Белградского фестиваля танца. С 2024 года директор театра — Гордана Гонцич.